# Јоже Сребрнич
Јоже Сребрнич (Солкан, код Нове Горице, 28. фебруар 1884 — Канал, 11. јул 1944) био је учесник Првог светског рата, Октобарске револуције и Народноослободилачке борбе и народни херој Југославије.

## Биографија
Рођен је 28. фебруара 1884. године у Солкану код Нове Горице, у сиромашној земљорадничкој породици. Након завршетка основне школе у родном месту и гимназије у Горици, намеравао је да студира право, али је због одласка брата у Аргентину и смрти оца, морао да остане кући и обрађује земљу.
У Горици је 1907. године постао члан Југословенске социјалдемократске странке (која је била у саставу Аустроугарске социјалдемократске странке). У том својству је 1913. године на Окружној конференцији поднео реферат о сељачком питању.

### Први светски рат
Године 1914. мобилисан је у Аустроугарску војску, након чега је по доласку на руски фронт одмах пребегао Русима. Приликом избијања Октобарске револуције, борио се у редовима Црвене армије. Као један од истакнутих социјалдемократа имао је значајан утицај међу бившим ратним заробљеницима у Русији. Априла 1918. године био је учесник Сверуског конгреса ратних заробљеника, када је изабран у Централни извршни одбор „Револуционарне интернационалне социјалистичке организације иностраних радника и сељака“. У мају исте године била је организована федерација иностраних комунистичких група при ЦК Руске комунистичке партије (бољшевика), у којој је била учлањена и југословенска секција. Сребрнич је био један од потписника и твораца статута ове секције.

### Међуратно деловање
Марта 1919. године, Сребрнич се вратио кући и одмах се прикључио Социјалистичкој партији Италије. Кад је 1921. године основана Комунистичка партија Италије, учествовао је на оснивачком конгресу у Ливорну. Као члан Покрајинског комитета КП Италије за Јулијску крајину, 1924. је изабран у италијански парламент. Кад су фашисти распустили парламент, Сребрнич је ухапшен. Од 1926. до 1943. провео је укупно 15 година у затворима и логорима у Понци, Вентотене, Напуљу и Реничи.
Када је 1940. године пуштен из интернације, побегао је у Југославију с намером да ту живи и да ради на свом рукопису „О историји насељавања Словенаца“. У Љубљани је преко партијске везе добио илегални стан, али су га издали његови некадашњи пријатељи који нису желели да један бивши социјалиста добије склониште у Југославији као комуниста. Ускоро је ухапшен, предат италијанским властима и враћен на острво Вентотене. Његов рукопис је остао изгубљен или уништен.

### Други светски рат
После пада фашизма, односно смењивања Мусолинија 1943, већина политичких осуђеника пуштена је из италијанских затвора и логора, али се ово није односило и на Југословене. Иако италијански грађанин, Сребрнич је пребачен у логор Реничи у коме су углавном били Словенци. Уочи капитуалције Италије, припадници Комунистиче партије Југославије успели су да га избаве из логора. Вратио се кући исцрпљен и болестан. Када су крајем октобра 1943. другови сазнали за Сребрнича, позвали су га да ступи у партизане, што је и учинио.
Постао је члан Покрајинског комитета КП Словеније за Словеначко Приморје и Истру и члан Покрајинског одбора Ослободилачког фронта Словнеије за Приморје и Истру. Ускоро је почео да сарађује у партизанској штампи. Фебруара 1944. године отишао је у Чрномељ на прво заседање Словеначког народноослободилачког савета. После тога се добровољно вратио натраг у Приморску, знајући да је тамо потребнији. На пролеће је учествовао у многим политичким акцијама, особито приликом избора за народноослободилачке одборе.
Јула 1944. године, био је позван на Трећу покрјаинску конференцију КП Словеније за Приморје, која се одржавала на Бањшкој висоравни. Кад је покушао да се у малом гуменом чамцу пребаци преко набујале Соче, између Канала и Анхова, јака струја преврнула је чамац и Сребрнич и његов пратилац су се утопили. После неколико дана пронађено је његово тело. Сахрањен је 11. јула 1944. године.
Указом председника Федеративне Народне Републике Југославије Јосипа Броза Тита, 4. септембра 1953. године, проглашен је за народног хероја.